# Santa Mariña de Augas Santas
Santa Mariña de Augas Santas es un lugar situado en la parroquia de Aguas Santas, del municipio de Allariz, en la provincia de Orense, Galicia, España.
Tiene gran importancia en la zona por situarse en él el santuario donde se veneran los restos de la mártir hispana santa Marina.